# Ron Chernow
Ronald Chernow (Brooklyn, ciudad de Nueva York, 3 de marzo de 1949) es un escritor, periodista, historiador y biógrafo estadounidense. Es autor de numerosos superventas sobre personajes históricos del mundo de las finanzas y la política estadounidenses.
En 2011, ganó el Premio Pulitzer por Biografía o Autobiografía por su libro Washington: A Life, publicado en 2010. También ha obtenido el Premio Nacional del Libro de No ficción por The House of Morgan: An American Banking Dynasty and the Rise of Modern Finance, de 1990. Sus biografías de Alexander Hamilton (2004) y John D. Rockefeller (1998) fueron nominadas al Premio del Círculo de Críticos Nacional del Libro, y la primera sirvió de inspiración para el musical Hamilton, en el que Chernow trabajó como asesor histórico. Otro de sus libros, The Warburgs: The Twentieth-Century Odyssey of a Remarkable Jewish Family, recibió en 1993 el Premio George S. Eccles. Como periodista independiente, Chernow ha escrito más de sesenta artículos para diversos periódicos.

## Primeros años y vida privada
Ronald Chernow nació el 3 de marzo de 1949 en Brooklyn, Nueva York. Su padre, Israel, era propietario de una tienda de descuentos y creador de una casa de bolsa; su madre, Ruth, era contadora. En 1966, Chernow fue elegido como el estudiante "con mayores probabilidades de éxito" y se graduó con las calificaciones más altas de la secundaria Forest Hills, ubicada en Queens, Nueva York. En 1970, Chernow se graduó summa cum laude de la Universidad de Yale y del Pembroke College, Universidad de Cambridge, con títulos en literatura inglesa.
En 1979, contrajo matrimonio con Valerie Stearn, profesora asistente de lenguas y ciencias sociales en New York City College of Technology. Valerie falleció en enero de 2006.
Ron Chernow ha recibido títulos honoríficos de la Universidad de Long Island, Marymount Manhattan College, Hamilton College, Washington College y Skidmore College.

## Carrera
Chernow comenzó su carrera como periodista independiente. Escribió más de sesenta artículos en diversos periódicos y revistas entre 1973 y 1982. A mediados de la década de 1980, dejó de escribir para trabajar como director de estudios de política financiera en The Century Foundation, con base en la ciudad de Nueva York. En 1986, abandonó la organización y retomó la escritura. Además de ser autor de textos de no ficción y biografías, Chernow continúa escribiendo para The New York Times y The Wall Street Journal. También ha sido asesor de negocios, política y finanzas en programas de radio y televisión, y ha participado como experto en varios documentales.

### Negocios y finanzas

#### The House of Morgan
En 1990, Chernow publicó su primer libro, The House of Morgan: An American Banking Dynasty and the Rise of Modern Finance, que narra la historia de cuatro generaciones del imperio financiero J.P. Morgan. En su crítica literaria publicada en The New York Times, Jeffrey E. Garten lo describió como "un retrato de finanzas, política y el mundo de la avaricia y la ambición en Wall Street" y señaló que "el libro tiene el movimiento y la tensión de una novela épica; es, simplemente, una proeza". The House of Morgan: An American Banking Dynasty and the Rise of Modern Finance recibió el Premio Nacional del Libro de No ficción.

#### The Warburgs
En 1993, Chernow publicó The Warburgs: The Twentieth-Century Odyssey of a Remarkable Jewish Family, una reseña de la familia Warburg, que emigró a los Estados Unidos desde Alemania en 1938. La familia Warburg fue una prominente dinastía financiera de ascendencia judía, reconocida por sus logros en los campos de la física, la música clásica, la historia del arte, la farmacología, la fisiología, las finanzas, el capital inversión y la filantropía. El libro recibió el premio George S. Eccles, otorgado por la Escuela de Negocios de la Universidad de Columbia; además, la American Library Association lo nombró uno de los diez mejores libros del año y el The New York Times lo incluyó en su lista de libros notables.

#### The Death of the Banker
En 1997, Chernow publicó una colección de ensayos titulada The Death of the Banker, que trató sobre sus obras anteriores y relató "el declive y la caída de las grandes dinastías financieras y el triunfo del pequeño inversionista".

#### Titan: The Life of John D. Rockefeller, Sr.
En 1998, Chernow publicó Titan: The Life of John D. Rockefeller, Sr., de 774 páginas. El libro fue seleccionado por la revista Time y por el New York Times como uno de los diez mejores del año. Rockefeller, una prominente figura de la historia financiera de los Estados Unidos, fue un magnate, filántropo y fundador de la compañía petrolera Standard Oil Company. El libro reflejó el constante interés de Chernow por la historia de las finanzas, en especial cuando está relacionada con individuos poderosos e influyentes. Permaneció en la lista de los más vendidos del New York Times durante dieciséis semanas. Time lo describió como "una de las grandes biografías estadounidenses".

### Política estadounidense

#### Alexander Hamilton
En 2004, Chernow publicó Alexander Hamilton. La biografía fue nominada a un Premio del Círculo de Críticos Nacional del Libro y fue nombrada ganadora en la primera entrega del Premio Literario George Washington. Permaneció en la lista de superventas del New York Times durante tres meses. En su reseña para el Diario de historia estadounidense, Stephen B. Presser, miembro del cuerpo docente de la Universidad del Noroeste, escribió:

Este libro es una de esas rarezas con suerte: una biografía popular que les encantará a los eruditos... Es el tipo de narrativa histórica sintética y biografía que rara vez está tan bien hecha, y una de las mejores introducciones a la era formativa de la historia estadounidense. Además, la forma en que Chernow combina asuntos internacionales, política doméstica y teoría económica y constitucional con un astuto análisis psicológico es simplemente maravillosa.

El dramaturgo y compositor Lin-Manuel Miranda adaptó la biografía para el musical de Broadway Hamilton, ganador de varios premios Tony, estrenado en agosto de 2015. Chernow fue asesor histórico de la producción.

#### George Washington
El 5 de octubre de 2010, Chernow publicó Washington: A Life, de 904 páginas. El libro obtuvo el Premio Pulitzer por Biografía o Autobiografía y el Premio Literario de Historia Estadounidense. El profesor Gordon S. Wood, especialista en los primeros años de la historia estadounidense, escribió:

La mejor, más comprensiva y más equilibrada biografía de Washington que se haya escrito. Uno termina el libro sintiendo que por fin ha comprendido a Washington. La manera en que Chernow entiende la naturaleza humana es extraordinaria y es lo que hace que esta biografía sea tan poderosa.

#### Ulysses S. Grant
En 2011, Chernow firmó un acuerdo para escribir una biografía de Ulysses S. Grant. Chernow explicó la transición de escribir sobre George Washington a escribir sobre Grant: "Tiene cierto sentido como progresión. Del general más importante de la Revolución al general más importante de la Guerra Civil. Ambos fueron presidentes durante dos períodos, aunque con resultados muy diferentes". Grant fue publicado el 10 de octubre de 2017. La biografía desafía la concepción popular de que Grant era un "presidente aceptable, un compañero aburrido y un ebrio descomunal". El libro recibió críticas positivas y el New York Times lo eligió como uno de los mejores de 2017.

## Premios y honores
- 1990: Premio Nacional del Libro de No ficción por The House of Morgan: An American Banking Dynasty and the Rise of Modern Finance (ganador)[1]
- 1993: Premio George S. Eccles a la excelencia por The Warburgs: The Twentieth-Century Odyssey of a Remarkable Jewish Family (ganador)
- 1998: Premio del Círculo de Críticos Nacional del Libro por Titan: The Life of John D. Rockefeller, Sr. (nominado)[10]
- 2004: Premio Literario George Washington por Alexander Hamilton (ganador)[11]
- 2004: Premio del Círculo de Críticos Nacional del Libro por Alexander Hamilton (nominado)[10]
- 2011: Premio Pulitzer por Biografía o Autobiografía por Washington: A Life (ganador)[13][14]
- 2011: Premio Literario de Historia Estadounidense por Washington: A Life (ganador)[16]
- 2013: Premio BIO Award por sus contribuciones al arte de la biografía[21]
- 2015: Medalla Nacional de Humanidades[22]
- 2016: Benjamin Harrison Presidential Site Advancing American Democracy (ganador)
- 2017: Ganador de la medalla de oro otorgada por el Instituto Nacional de Ciencias Sociales

## Obras publicadas
- Chernow, Ron (1990). The House of Morgan: An American Banking Dynasty and the Rise of Modern Finance. Simon & Schuster. ISBN 9780671710316.
- ———— (1995). The Warburgs: A Family Saga (en inglés). Pimlico. ISBN 9780712662109.
- ———— (1997). The Death of the Banker: The Decline and Fall of the Great Financial Dynasties and the Triumph of the Small Investor. Vintage Books. ISBN 9780375700378.
- ———— (1998). Titan: The Life of John D. Rockefeller (en inglés). Warner. ISBN 9780751526677.
- ———— (2005). Alexander Hamilton. Penguin Press. ISBN 9781101200858.
- ———— (2010). Washington: A Life. Penguin Press. ISBN 9781101444184.
- ———— (2017). Grant. Penguin Books. ISBN 9781594204876.

## Filmografía
- 1996: Biography Channel, "J. Pierpont Morgan: Emperor of Wall Street" (documental), como él mismo
- 2000: The American Experience, "The Rockefellers: Part 1" (documental), como asesor
- 2000: The American Experience, "The Rockefellers: Part 2" (documental), como asesor
- 2007: The American Experience, "Alexander Hamilton" (documental), como asesor
- 2010: Tavis Smiley, episodio del 12 de octubre de 2010, como invitado
- 2010: Rediscovering Alexander Hamilton (documental), como sí mismo/historiador
- 2020: Grant, como guionista